# 横河镇 (博罗县)
横河镇，是中华人民共和国下辖的一个乡镇级行政单位。

## 行政区划
横河镇下辖以下地区：
横河社区、横河村、西群村、老圩村、嶂背村、河肚村、石湖村、卢屋村、直径村、下河村、沙上村、东角村、花园村、郭前村、黄竹村、何家村、西角村、上河村和白马山村。